# Troësnes
Pour les articles homonymes, voir Troësnes (homonymie).
Troësnes est une commune française située dans le département de l'Aisne, en région Hauts-de-France.

## Géographie

### Hydrographie
La commune est située dans le bassin Seine-Normandie. Elle est drainée par l'Ourcq, la Savières, le cours d'eau 01 de la commune de Troësnes, le cours d'eau 02 de la commune de Faverolles, le ru du Flottage, l'Ourcq et divers autres petits cours d'eau,.
L'Ourcq, d'une longueur de 86 km, prend sa source dans la commune de Courmont et se jette  dans la Marne en limite de Mary-sur-Marne et de Lizy-sur-Ourcq, face à Isles-les-Meldeuses, après avoir traversé 36 communes.
La Savières, d'une longueur de 18 km, prend sa source dans la commune de Parcy-et-Tigny et se jette  dans l'Ourcq sur la commune, après avoir traversé 13 communes.

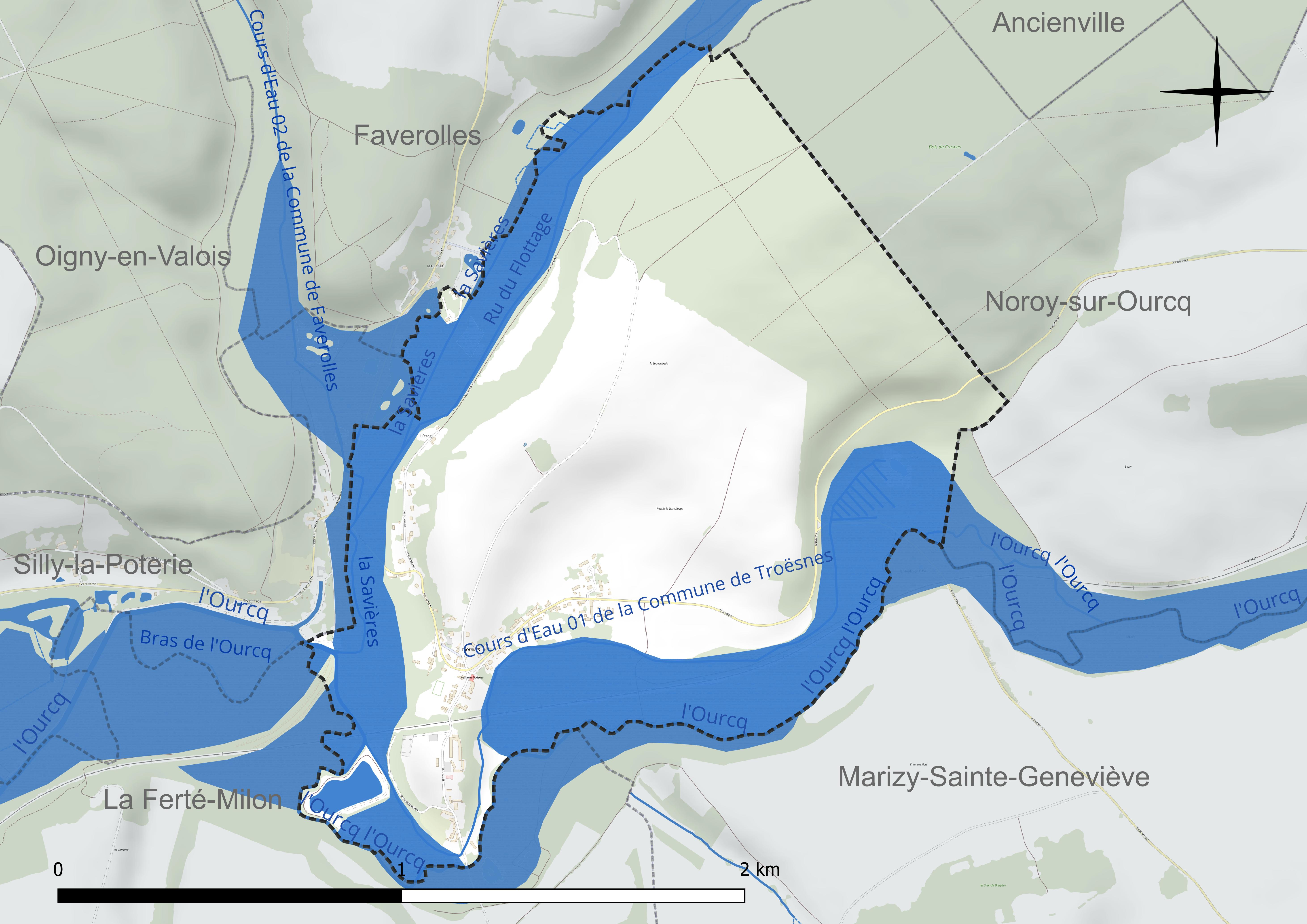
Réseau hydrographique de Troësnes.

### Climat
Pour des articles plus généraux, voir Climat des Hauts-de-France et Climat de l'Aisne.
En 2010, le climat de la commune est de type climat océanique dégradé des plaines du Centre et du Nord, selon une étude du CNRS s'appuyant sur une série de données couvrant la période 1971-2000. En 2020, Météo-France publie une typologie des climats de la France métropolitaine dans laquelle la commune est exposée à un climat océanique altéré et est dans la région climatique Nord-est du bassin Parisien, caractérisée par un ensoleillement médiocre, une pluviométrie moyenne régulièrement répartie au cours de l'année et un hiver froid (3 °C).
Pour la période 1971-2000, la température annuelle moyenne est de 10,8 °C, avec une amplitude thermique annuelle de 15,3 °C. Le cumul annuel moyen de précipitations est de 704 mm, avec 11,8 jours de précipitations en janvier et 8,2 jours en juillet. Pour la période 1991-2020, la température moyenne annuelle observée sur la station météorologique la plus proche, située sur la commune de Blesmes à 27 km à vol d'oiseau, est de 10,6 °C et le cumul annuel moyen de précipitations est de 713,0 mm,. Pour l'avenir, les paramètres climatiques de la commune estimés pour 2050 selon différents scénarios d'émission de gaz à effet de serre sont consultables sur un site dédié publié par Météo-France en novembre 2022.

## Urbanisme

### Typologie
Au 1er janvier 2024, Troësnes est catégorisée commune rurale à habitat dispersé, selon la nouvelle grille communale de densité à 7 niveaux définie par l'Insee en 2022.
Elle est située hors unité urbaine. Par ailleurs la commune fait partie de l'aire d'attraction de Paris, dont elle est une commune de la couronne,.

### Occupation des sols
L'occupation des sols de la commune, telle qu'elle ressort de la base de données européenne d'occupation biophysique des sols Corine Land Cover (CLC), est marquée par l'importance des forêts et milieux semi-naturels (58,6 % en 2018), une proportion sensiblement équivalente à celle de 1990 (58,7 %). La répartition détaillée en 2018 est la suivante : 
forêts (58,6 %), terres arables (30,4 %), zones urbanisées (11 %), zones agricoles hétérogènes (0,1 %).
L'évolution de l'occupation des sols de la commune et de ses infrastructures peut être observée sur les différentes représentations cartographiques du territoire : la carte de Cassini (XVIIIe siècle), la carte d'état-major (1820-1866) et les cartes ou photos aériennes de l'IGN pour la période actuelle (1950 à aujourd'hui).

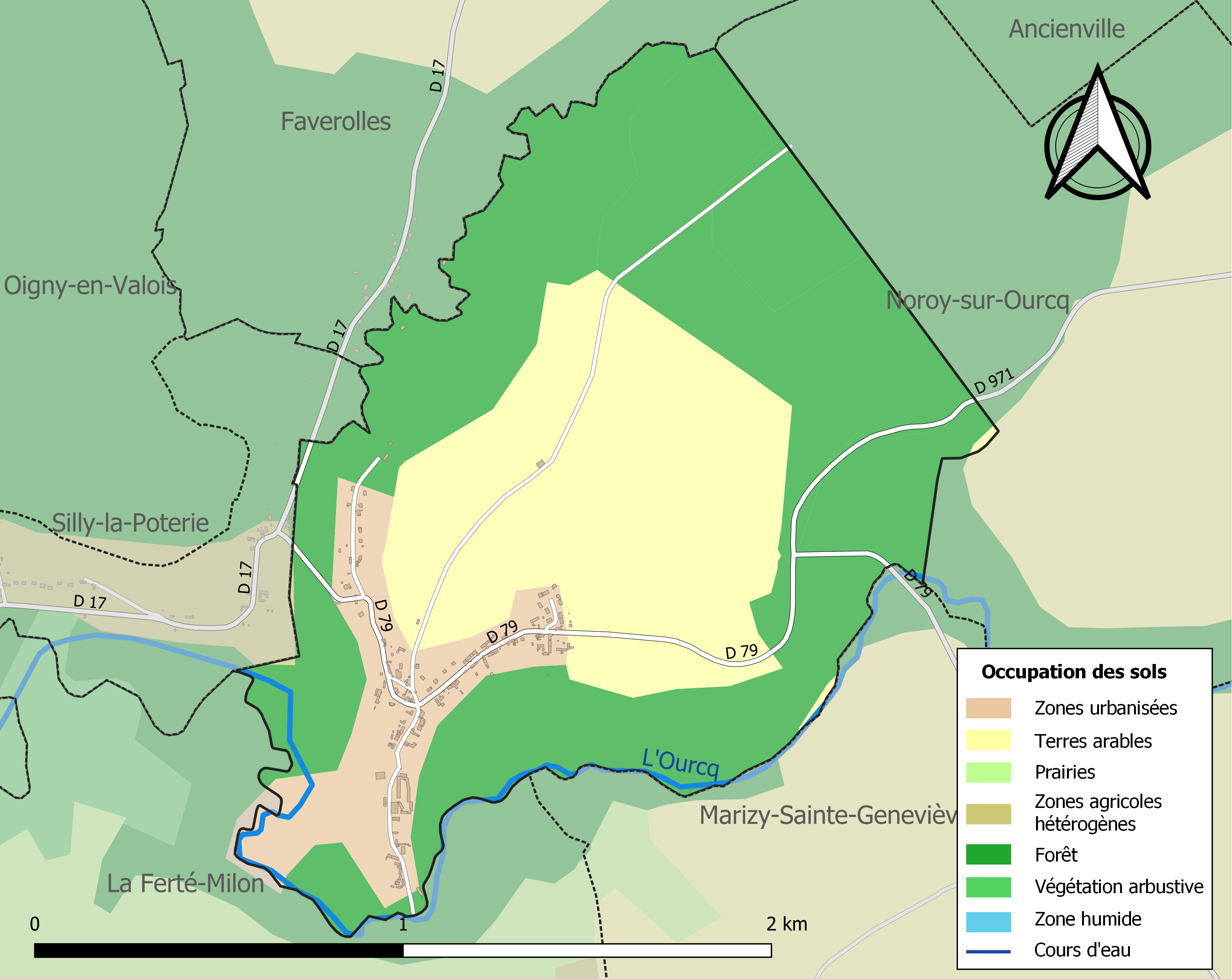
Carte de l'occupation des sols de la commune en 2018 (CLC).

## Toponymie
Le nom de la localité est attesté sous les formes Troyna (1110) ; Troisna (1161) ; Troina (1195) ; Troigna (1216) ; Troigne (1219) ; Troyne (1265) ; Troine (1610) ; Troisne (1619) ; Trouayne (1689) ; Trouenne (1757) ; Trouaine.
De l'oïl troëne « ligustrum vulgare (troène commun) » ; le pluriel est tardif.

## Histoire
Par arrêté préfectoral du 20 décembre 2016, la commune est détachée le 1er janvier 2017 de l'arrondissement de Château-Thierry pour intégrer l'arrondissement de Soissons.

## Politique et administration

### Découpage territorial
La commune de Troësnes est membre de la communauté de communes Retz-en-Valois, un établissement public de coopération intercommunale (EPCI) à fiscalité propre créé le 1er janvier 2017 dont le siège est à Villers-Cotterêts. Ce dernier est par ailleurs membre d'autres groupements intercommunaux.
Sur le plan administratif, elle est rattachée à l'arrondissement de Soissons, au département de l'Aisne et à la région Hauts-de-France. Sur le plan électoral, elle dépend du  canton de Villers-Cotterêts pour l'élection des conseillers départementaux, depuis le redécoupage cantonal de 2014 entré en vigueur en 2015, et de la cinquième circonscription de l'Aisne  pour les élections législatives, depuis le dernier découpage électoral de 2010.

### Administration municipale
| Période                                  | Période                       | Identité          | Étiquette | Qualité                                |
| ---------------------------------------- | ----------------------------- | ----------------- | --------- | -------------------------------------- |
| Les données manquantes sont à compléter. |                               |                   |           |                                        |
| mai 1888                                 | mai 1896                      | M. Lamoureux      | -         | Agriculteur                            |
| mai 1892                                 | octobre 1898                  | M.Maurice Albert  | -         | --                                     |
| mai 1900                                 | décembre 1919                 | M. Lablez Crépin  | -         | --                                     |
| décembre 1919                            | --                            | M.Avigni Angel    | -         | --                                     |
| mai 1925                                 | mai 1929                      | M.Martinet        | -         | Agriculteur                            |
| mai 1929                                 |                               | M. Coulbrant      | -         | Agriculteur                            |
| Les données manquantes sont à compléter. |                               |                   |           |                                        |
| mars 2001                                | mars 2008                     | Lucienne Duploye  | DVG       |                                        |
| mars 2008                                | mai 2020                      | Alain Tourneville | DVG       | Employé Réélu pour le mandat 2014-2020 |
| mai 2020                                 | En cours (au 13 juillet 2020) | Nathalie Gautier  |           |                                        |

## Démographie
L'évolution du nombre d'habitants est connue à travers les recensements de la population effectués dans la commune depuis 1793. Pour les communes de moins de 10 000 habitants, une enquête de recensement portant sur toute la population est réalisée tous les cinq ans, les populations de référence des années intermédiaires étant quant à elles estimées par interpolation ou extrapolation. Pour la commune, le premier recensement exhaustif entrant dans le cadre du nouveau dispositif a été réalisé en 2006.

En 2022, la commune comptait 211 habitants, en évolution de −7,46 % par rapport à 2016 (Aisne : −1,97 %, France hors Mayotte : +2,11 %).
| 1793 | 1800 | 1806 | 1821 | 1831 | 1836 | 1841 | 1846 | 1851 |
| ---- | ---- | ---- | ---- | ---- | ---- | ---- | ---- | ---- |
| 181  | 217  | 247  | 219  | 254  | 265  | 274  | 304  | 300  |

| 1856 | 1861 | 1866 | 1872 | 1876 | 1881 | 1886 | 1891 | 1896 |
| ---- | ---- | ---- | ---- | ---- | ---- | ---- | ---- | ---- |
| 311  | 290  | 340  | 298  | 247  | 253  | 248  | 251  | 256  |

| 1901 | 1906 | 1911 | 1921 | 1926 | 1931 | 1936 | 1946 | 1954 |
| ---- | ---- | ---- | ---- | ---- | ---- | ---- | ---- | ---- |
| 261  | 244  | 237  | 223  | 239  | 189  | 193  | 146  | 163  |

| 1962 | 1968 | 1975 | 1982 | 1990 | 1999 | 2006 | 2011 | 2016 |
| ---- | ---- | ---- | ---- | ---- | ---- | ---- | ---- | ---- |
| 169  | 125  | 113  | 117  | 188  | 213  | 230  | 239  | 228  |

| 2021 | 2022 | - | - | - | - | - | - | - |
| ---- | ---- | - | - | - | - | - | - | - |
| 214  | 211  | - | - | - | - | - | - | - |

## Lieux et monuments

### Église
Église Saint-Pierre de Troësnes, construite en 1932 en remplacement de l'ancienne détruite lors de la Première Guerre mondiale en juillet 1918.

### Monument aux morts
Monument aux morts, élevé en 192-, en mémoire des enfants de Troësnes tombés lors de la Première Guerre mondiale. La commune est décorée de la Croix de guerre, décerné à la suite des rudes combats ayant eu lieu à Troësnes, en particulier lors de l'offensive de juillet 1918. La Croix de guerre est représentée sur le monument, en haut. Il faut aussi noter que la commune est décorée d'une palme qui accompagne la Croix de guerre. Celle-ci était représentée sur le monument, sous la plaque en marbre mais elle a disparu il y a quelques années :

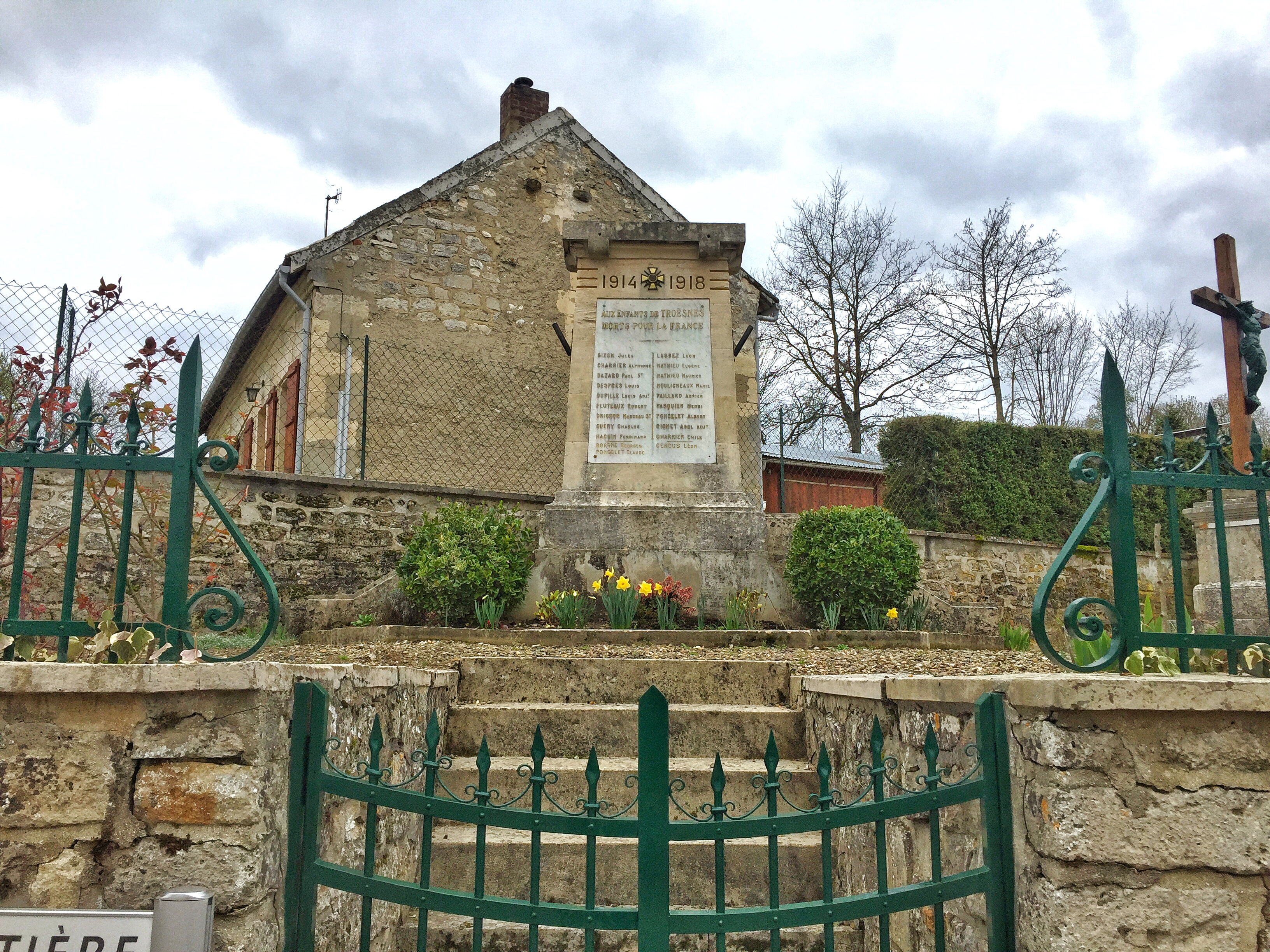
Photographie du monument aux morts de la commune de Troësnes, situé face à la mairie.

### Calvaire
Calvaire de Troësnes, situé en face de la mairie, il se trouvait très probablement, auparavant aux côtés de l'ancienne église :

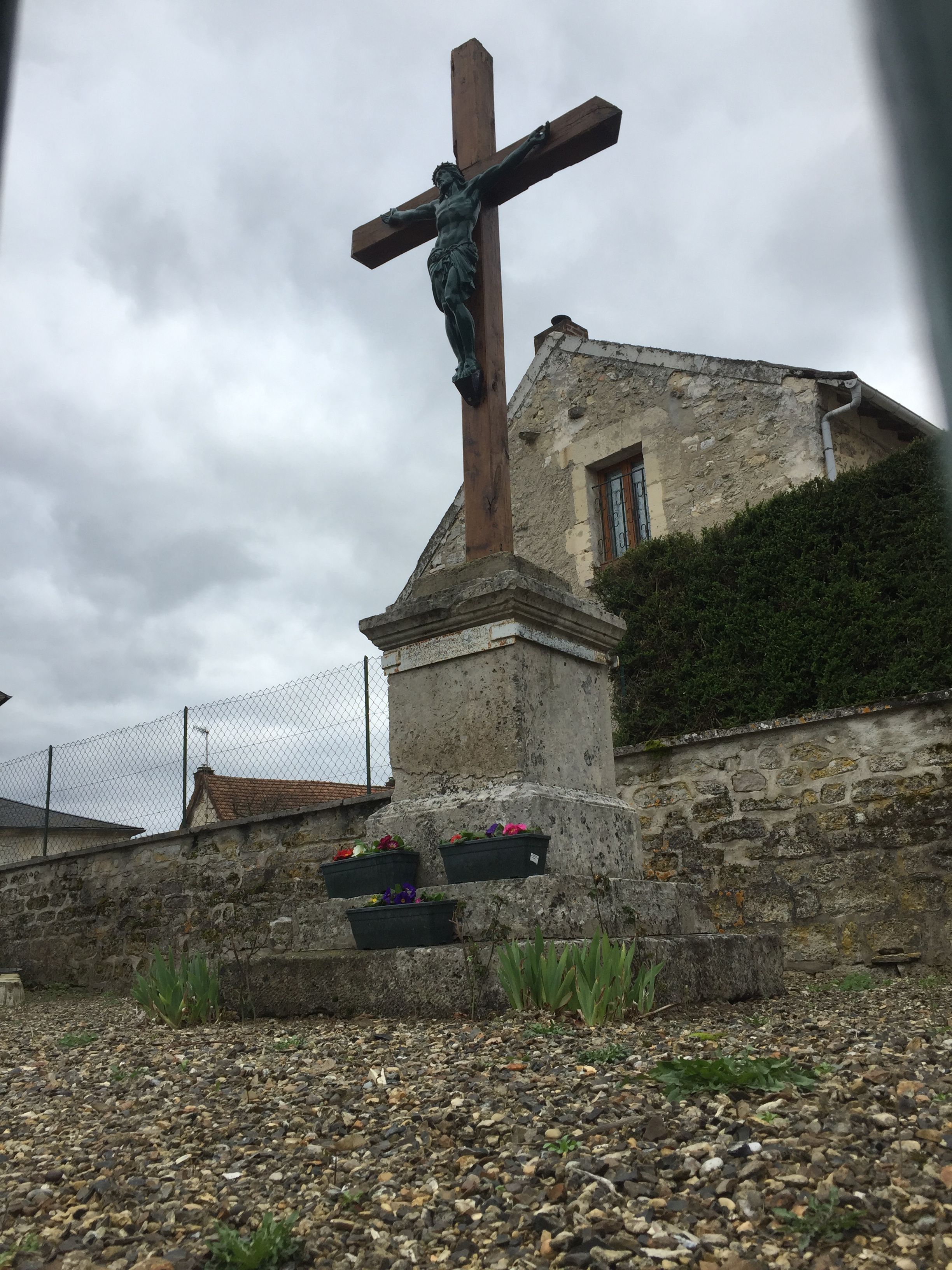
Calvaire de Troësnes - à droite du monument aux morts et face à la mairie.

## Chemin de fer - pont, halte et gare

### Ponts
La commune est coupée en deux depuis la fin du XIXe siècle. C'est la ligne de Trilport à Bazoches qui traverse la commune. Le chemin de fer est disposé en déblais ce qui provoque un grand écart de hauteur. Pour y remédier, un pont de chemin de fer en maçonnerie est établi par la Compagnie des chemins de fer de l'Est. Ce pont sera détruit lors de la Seconde Guerre mondiale lors d'un bombardement, soufflant au passage les maisons voisines (visibles sur la carte postale ci-dessous) qui seront reconstruites après guerre. Le pont sera également reconstruit en béton armé par la Société nationale des chemins de fer français.

### Halte communale
La municipalité saisit rapidement l'occasion d'instaurer une halte sur son territoire et de se voir ainsi desservir par les trains circulant sur la ligne, donnant de ce fait aux habitants la possibilité de voyager vers Reims ou Paris sans aller à La Ferté-Milon. Mais son installation ne sera pas sans problème, il faudra de nombreuses tractations entre la commune et la Compagnie de l'Est pour que finalement cette dernière accepte d'installer cette halte. Le bâtiment construit ne sera qu'une halte sans bâtiment voyageurs. Les seules installations de confort seront des bancs sur les quais et un escalier le long du déblais pour accéder à ceux-ci.

### Gare de Silly-la-Poterie
Gare se trouvant sur le terroir de la commune de Silly-la-Poterie, desservant également, mais indirectement Troësnes du fait de sa proximité. Troësnes s'étant doté d'une halte sur la Ligne de Trilport à Bazoches traversant la commune dans les années 1900. Mais la ligne de Silly-la-Poterie est fermée à tous les trafics ferroviaires en 1966, les rails seront déposés peu de temps après.

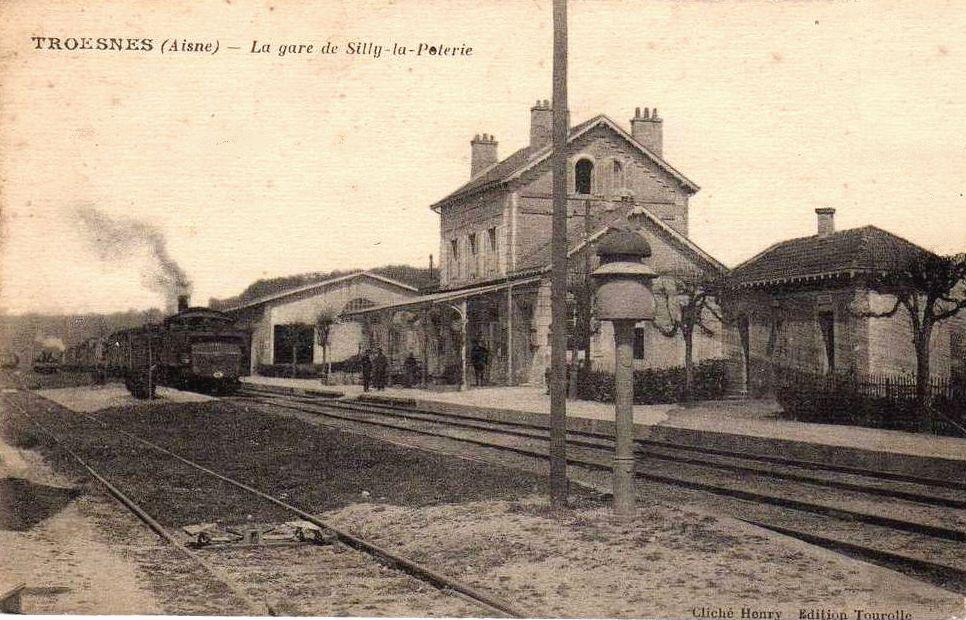
La gare de Silly-la-Poterie, terminus de la ligne Port-aux-Perches, Villers-Cotterêts, Pierrefonds et Compiègne.